# L'angelo nero (film 1946)
L'angelo nero (Black Angel) è un film noir del 1946 diretto da Roy William Neill. È ispirato all'omonimo romanzo di Cornell Woolrich (1943).

## Trama
Un autore di canzoni alcolista aiuta la moglie dell'uomo che è stato condannato a morte per l'omicidio della consorte a scoprire il vero assassino. Gli indizi sembrano indicare il colpevole nel proprietario di un locale notturno, dove l'uomo e la donna cominciano a esibirsi come duo musicale per recuperare una spilla misteriosamente sparita dall'appartamento dell'assassinata. La pista che i due hanno seguito è però quella sbagliata e solamente il fortuito ritrovamento della spilla li porterà a scoprire la vera identità dell'omicida.

## Produzione
Il film fu prodotto dall'Universal Pictures. Venne girato a Hollywood negli Universal Studios, al 100 Universal City Plaza di Universal City. Le riprese del film iniziarono il 9 aprile del 1946.

## Distribuzione
Distribuito dall'Universal Pictures, il film uscì nelle sale cinematografiche USA il 2 agosto, presentato poi a New York il 26 settembre 1946.